# Walid Hichri
Walid Hichri (Aryanah, 5 de março de 1986) é um futebolista profissional tunisiano que atua como defensor.

## Carreira
Walid Hichri representou o elenco da Seleção Tunisiana de Futebol no Campeonato Africano das Nações de 2013.